# Ma Rainey's Black Bottom
Ma Rainey's Black Bottom er en amerikansk er en amerikansk dramafilm fra 2020 instrueret af George C. Wolfe skrevet af Ruben Santiago-Hudson, baseret på August Wilsons skuespil af samme navn .
Filmen og skuespillet fokuserer på Ma Rainey, en indflydelsesrig bluessanger, og dramatiserer en turbulent optagelsessession i 1920'ernes Chicago.
Filmen er produceret af Denzel Washington, Todd Black og Dany Wolf. Filmen har Viola Davis og Chadwick Boseman i hovedrollerne og har Glynn Turman og Colman Domingo i biroller.
Projektet var oprindeligt annonceret sammen med Washingtons Fences fra 2013 som del af en ti-filmaftale med HBO. Filmatiseringen flyttede senere til Netflix, og filmoptagelserne startede i Pittsburgh i 2019.
Boseman døde under postproduktionen i august 2020, hvilket gjorde at filmen blev hans sidste. Filmen er dedikeret til hans minde.
Ma Rainey's Black Bottom havde en begrænset biografpremiere den 25. november 2020, inden den blev gjort tilgængelig for streaming på Netflix den 18. december. Filmen blev kåret til en af de ti bedste film i 2020 af American Film Institute.
Filmen var nomineret til fem Oscarstatuetter og vandt to for bedste kostumer og bedste makeup.

## Produktion
Denzel Washington havde oprindeligt en aftale med tv-netværket HBO om at producere ni af dramatikeren August Wilsons skuespil til film, med Ma Rainey's Black Bottom iblandt dem.
I juni 2019 blev aftalen flyttet til Netflix. Viola Davis, Chadwick Boseman, Glynn Turman, Colman Domingo og Michael Potts var blevet castet til filmen og George C. Wolfe blev instruktør.
I juli 2019 blev Taylour Paige, Jonny Coyne, Jeremy Shamos, og Dusan Brown castet til filmen.
Maxayn Lewis sang de fleste af Raineys sange for Davis.
Filmoptagelserne startede den 8. juli 2019 i Pittsburgh og blev færdiggjort den 16. august 2019.
Den 28. august 2020 døde Boseman af tyktarmskræft under postproduktionen, hvilket betød, at hans rolle i filmen blev hans sidste. Filmen er dedikeret til hans minde.

## Udgivelse
Filmen havde premiere i udvalgte den 25. november 2020, inden den begyndte at streame på Netflix den 18. december.
Filmen blev den mest sete film på Netflix i dens åbningsweekend.

## Kritisk respons
På Rotten Tomatoes har filmen en vurdering på 98% baseret på 284 anmeldelser, med en gennemsnitlig bedømmelse på 8.2/10.
Metacritic tildelte filmen en vægtet gennemsnitskarakter på 87 ud af 100, baseret på 46 kritikere, hvilket indikerede "universal anerkendelse".